# 多恩比恩
多恩比恩（德語：Dornbirn，德語發音：[ˈdɔʁnbɪʁn] ⓘ）奧地利西部福拉爾貝格州的一个市镇，多恩比恩縣的行政中心，是該州最大的城市，也是奧地利第10大城市以及重要的商業都市。